# Чжоу Хайбінь
Чжоу Хайбінь (спрощ.: 周海滨; кит. трад.: 周海濱; піньїнь: Zhōu Hǎibīn нар. 19 липня 1985, Далянь) — китайський футболіст, що грав на позиції півзахисника.
Виступав, зокрема, за клуб «Шаньдун Лунен», а також національну збірну Китаю.

## Клубна кар'єра
У жовтні 1999 року у віці 14 років Чжоу Хайбінь вступив до футбольної школи «Шаньдун Лунен». Почав виступати за першу команду у другій половині сезону 2002/03 років і відразу став гравцем основи. Дебютний гол за клуб провів 31 липня 2003 року в грі чемпіонату Китаю у грі проти команди «Шеньян Цзіньде». Загалом у рідній команді Чжоу провів шість сезонів, взявши участь у 129 матчах чемпіонату. Всього Хайбінь забив 21 гол — 18 в чемпіонаті і по одному в Кубку Китаю, Лізі чемпіонів Азії та Кубку чемпіонів Східної Азії. За цей час Чжоу з командою по два разивигравав національний чемпіонат та кубок, а також одного разу здобув Суперкубок Китаю.
У лютому 2009 року Чжоу на правах вільного агента перейшов до нідерландського ПСВ. Проте, при переході виявилися деякі складності, зокрема, претензії щодо переходу були у Китайської футбольної федерації. 7 лютого 2009 року ПСВ на офіційному сайті підтвердив інформацію про перехід Чжоу Хайбіня. Гравець підписав контракт на рік з можливістю продовження на 2,5 роки, а також отримав можливість негайно виступати за новий клуб. Втім за рік китаєць так і не зіграв жодної гри за клуб і 7 жовтня 2009 року тренер «ПСВ» Фред Рюттен зазначив, що клуб не буде продовжувати контракт, і 28 грудня він був розірваний.
10 січня 2010 року Чжоу знову повернувся в рідну команду. Хайбінь знову став основним гравцем у команді Бранко Іванковича і 2010 року втретє у своїй кар'єрі став чемпіоном Китаю. Втім після уходу хорватського фахівця Хайбінь з сезону 2012 року втратив місце в основі і 17 липня 2013 року був відданий в оренду до кінця року в клуб «Тяньцзінь Теда». По завершенні терміну оренди на початку 2014 року клуб підписав з гравцем повноцінний контракт і Хайбінь відіграв у «Тяньцзінь Теда» ще три сезони як основний гравець.
8 січня 2017 року Чжоу повернувся в рідний «Шаньдун Лунен», де провів ще три сезони, і 6 червня 2020 року оголосив про завершення ігрової кар'єри.

## Виступи за збірні
Виступав за юнацьку збірну Китаю, з якою в 2001 році виграв національну першість до 17 років..
2005 року залучався до складу молодіжної збірної Китаю, з якою був учасником молодіжного чемпіонату світу 2005 року у Нідерландах, на якому Чжоу забив гол, а його команда дійшла до 1/8 фіналу.
2008 року захищав кольори олімпійської збірної Китаю на домашньому футбольному турнірі Олімпійських ігор, де китайці не зуміли вийти з групи.
20 серпня 2003 року дебютував в офіційних матчах у складі національної збірної Китаю в товариській грі проти Чилі (0:0), а вже у грудні взяв у складі збірної участь у Кубку Східної Азії в Японії, здобувши бронзові нагороди.
1 червня 2004 року Чжоу став наймолодшим гравцем, який забив гол за національну збірну Китаю. Попереднім рекордсменом був Сунь Цзіхай. Гол відбувся у товариській грі проти збірної Угорщини (2:1). Наступного місяця він поїхав з командою на домашній Кубок Азії 2004 року, де зіграв лише у матчі-відкритті з Бахрейном (2:2), а його збірна дійшла до фіналу. 
Надалі Чжоу зіграв і на наступних Кубках Азії 2007 та 2011 років, зігравши 3 і 1 матч відповідно, але там його збірна не змогла подолати груповий етап. А гра на другому з них 12 січня 2011 року проти Катару (0:2) виявилась останньою для Чжоу у футболці збірної. Всього протягом кар'єри у національній команді, яка тривала 9 років, провів у її формі 43 матчі, забивши 3 голи.

## Статистика

### Клубна
| Клуб                      | Сезон   | Чемпіонат  | Чемпіонат | Чемпіонат | Кубок | Кубок | Кубок ліги | Кубок ліги | Міжнародні | Міжнародні | Всього | Всього |
| Клуб                      | Сезон   | Ліга       | Ігор      | Голів     | Ігор  | Голів | Ігор       | Голів      | Ігор       | Голів      | Ігор   | Голів  |
| ------------------------- | ------- | ---------- | --------- | --------- | ----- | ----- | ---------- | ---------- | ---------- | ---------- | ------ | ------ |
| «Шаньдун Лунен»           | 2003    | Цзя-А Ліга | 21        | 1         | 1     | 0     | -          | -          | -          | -          | 22     | 1      |
| «Шаньдун Лунен»           | 2004    | Суперліга  | 15        | 5         | 5     | 1     | 1          | 0          | -          | -          | 21     | 6      |
| «Шаньдун Лунен»           | 2005    | Суперліга  | 23        | 4         | 5     | 0     |            | 0          | 1          | 1          | 29     | 5      |
| «Шаньдун Лунен»           | 2006    | Суперліга  | 22        | 3         | 6     | 0     | -          | -          | -          | -          | 28     | 3      |
| «Шаньдун Лунен»           | 2007    | Суперліга  | 26        | 2         | -     | -     | -          | -          | 6          | 0          | 32     | 2      |
| «Шаньдун Лунен»           | 2008    | Суперліга  | 21        | 3         | -     | -     | -          | -          | -          | -          | 21     | 3      |
| «Шаньдун Лунен»           | Всього  | Всього     | 128       | 18        | 17    | 1     | 1          | 0          | 7          | 1          | 153    | 20     |
| ПСВ                       | 2008-09 | Ередивізі  | 0         | 0         | 0     | 0     | -          | -          | 0          | 0          | 0      | 0      |
| ПСВ                       | 2009-10 | Ередивізі  | 0         | 0         | 0     | 0     | -          | -          | 0          | 0          | 0      | 0      |
| ПСВ                       | Всього  | Всього     | 0         | 0         | 0     | 0     | 0          | 0          | 0          | 0          | 0      | 0      |
| «Шаньдун Лунен»           | 2010    | Суперліга  | 25        | 5         | -     | -     | -          | -          | 6          | 0          | 31     | 5      |
| «Шаньдун Лунен»           | 2011    | Суперліга  | 27        | 0         | 3     | 0     | -          | -          | 6          | 1          | 36     | 1      |
| «Шаньдун Лунен»           | 2012    | Суперліга  | 6         | 0         | 1     | 0     | -          | -          | -          | -          | 7      | 0      |
| «Шаньдун Лунен»           | 2013    | Суперліга  | 11        | 0         | 1     | 0     | -          | -          | -          | -          | 12     | 0      |
| «Шаньдун Лунен»           | Всього  | Всього     | 69        | 5         | 5     | 0     | 0          | 0          | 12         | 1          | 86     | 6      |
| «Тяньцзінь Теда» (оренда) | 2013    | Суперліга  | 13        | 1         | 0     | 0     | -          | -          | -          | -          | 13     | 1      |
| «Тяньцзінь Теда»          | 2014    | Суперліга  | 28        | 5         | 1     | 0     | -          | -          | -          | -          | 29     | 5      |
| «Тяньцзінь Теда»          | 2015    | Суперліга  | 25        | 5         | 0     | 0     | -          | -          | -          | -          | 25     | 5      |
| «Тяньцзінь Теда»          | 2016    | Суперліга  | 22        | 1         | 1     | 0     | -          | -          | -          | -          | 23     | 1      |
| «Тяньцзінь Теда»          | Всього  | Всього     | 75        | 11        | 2     | 0     | 0          | 0          | 0          | 0          | 77     | 11     |
| «Шаньдун Лунен»           | 2017    | Суперліга  | 10        | 0         | 2     | 0     | -          | -          | -          | -          | 12     | 0      |
| «Шаньдун Лунен»           | 2018    | Суперліга  | 13        | 0         | 4     | 0     | -          | -          | -          | -          | 17     | 0      |
| «Шаньдун Лунен»           | 2019    | Суперліга  | 16        | 2         | 4     | 0     | -          | -          | 9          | 2          | 29     | 4      |
| «Шаньдун Лунен»           | Всього  | Всього     | 39        | 2         | 10    | 0     | 0          | 0          | 9          | 2          | 58     | 4      |
| Загалом                   | Загалом | Загалом    | 324       | 37        | 34    | 1     | 1          | 0          | 28         | 4          | 387    | 42     |

### Голи за збірну
| # | Дата           | Місце     | Суперник       | Рахунок | Результат | Турнір                         |
| - | -------------- | --------- | -------------- | ------- | --------- | ------------------------------ |
| 1 | 1 червня 2004  | Тяньцзінь | Угорщина       | 1–1     | 2–1       | Товариський матч               |
| 2 | 17 лютого 2008 | Чунцін    | Південна Корея | 1–1     | 2–3       | Кубок Східної Азії 2008        |
| 3 | 14 червня 2008 | Тяньцзінь | Ірак           | 1–0     | 1–2       | Відбір на чемпіонат світу 2010 |

## Досягнення

### Клуб
Шаньдун Лунен
- Китайська Суперліга: 2006, 2008, 2010
- Кубок Китаю: 2004, 2006
- Кубок Суперліги Китаю: 2004

### Збірна
Збірна Китаю
- Срібний призер Кубка Азії: 2004
- Переможець Кубка Східної Азії: 2005